# Діксікрати

Результат президентських виборів у 1948 році. Помаранчевим виділені території, на яких переміг діксікрат Стром Термонд

Діксікрати (англ. Dixiecrats, від Dixie — Південь США та Democrats — демократи) (Демократична партія прав штатів, States 'Rights Democratic Party) — політична партія у США у 1948 році і консервативна фракція у Демократичній партії США з 1948 по 1964. Підтримувала расову сегрегацію та закони Джима Кроу.
Об'єднала у 1948 році у своїх рядах 6 губернаторів, 19 сенаторів і 1 члена Палати представників з південних штатів, які у той час були оплотом Демократичної партії і расизму. Лідером був Стром Термонд. Група відкололася від Демократичної партії, незадоволена спробами Трумена проводити десегрегацію на Півдні. У 1948 році діксікрати виступили на президентських виборах з кандидатурою Строма Термонда під гаслом «Сегрегація назавжди». Після поразки на виборах діксікрати повернулися до Демократичної партії, але продовжували зберігати свою фракцію, активно пручаючись десегрегації, після чого до них приєдналися Роберт Берд і Альберт Гор-старший (батько А. Гора). Був утворений расистський блок з 21 сенатора-демократа і правих республіканців. Після ліквідації сегрегації на Півдні і початку «нової південної стратегії» республіканців на чолі з Баррі Голдвотером, Річардом Ніксоном і Рональдом Рейганом у 1964, велика частина діксікратів на чолі зі Стромом Термондом перейшла до Республіканської партії, частина на чолі з Джорджем Воллесом створила Американську незалежну партію, частина (Ернест Голлінгс та інші) залишилася у Демократичній партії, створивши там групу «демократів блакитного пса», тобто демократів, які голосують як республіканці.